# آلین
آلین (به انگلیسی: Alliin) با فرمول شیمیایی C6H11NO3S یک ترکیب شیمیایی با شناسه پاب‌کم 24139 است. که جرم مولی آن ۱۷۷٫۲۲ گرم بر مول می‌باشد. شکل ظاهری این ترکیب، پودر بلورین سفید است.